# Бюро європейських та євразійських справ
В уряді США Бюро європейських та євразійських справ є частиною Державного департаменту США, і на нього покладається на здійснення зовнішньої політики США та просування інтересів США в Європі та Євразії (що Бюро визначає як Європу, Туреччину, Кіпр, Кавказький регіон та Росію), а також консультування заступника Державного секретаря з політичних питань. Очолює Бюро Помічник Державного секретаря з питань Європи та Євразії. З 18 березня 2019 року виконувачем обов'язків Помічника Державного секретаря з питань Європи та Євразії є Філіп Рікер.
З 1949 до 1983 року європейські справи належали до компетенції Бюро європейських справ.

## Організація
Офіси Бюро європейських та євразійських справ спрямовують, координують та контролюють діяльність уряду США в регіоні, включно з питаннями політичної, економічної, консульської, публічної дипломатії та адміністративного управління.

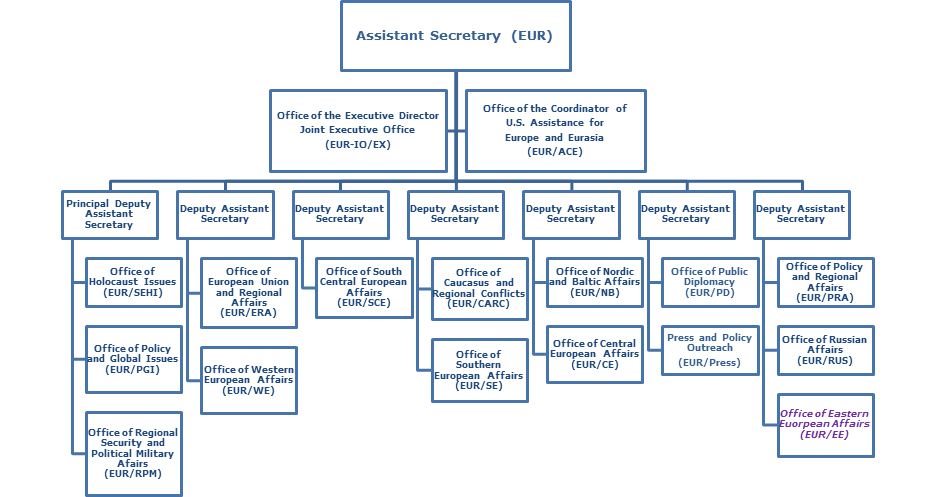
Організаційна таблиця Бюро європейських та євразійських справ станом на 2014 рік

- Спільний виконавчий офіс — контролює людські ресурси бюро; спільний орган з Бюро з питань міжнародної організації[en]
- Управління Координатора з питань допомоги США в Європі та Євразії — координує політику стосовно Європейського Союзу, Європейської Комісії, Європейської Ради, Європейського парламенту та Ради Європи
- Управління у справах Кавказу та регіональних конфліктів — відповідає за Вірменію, Азербайджан та Грузію та підтримує співголову Мінської групи ОБСЄ
- Управління у справах Центральної Європи — відповідає за Австрію, Болгарію, Чехію, Угорщину, Ліхтенштейн, Польщу, Румунію, Словаччину, Словенію та Швейцарію
- Управління у справах Скандинавії та Балтії — відповідає за Данію, Естонію, Фінляндію, Ісландію, Латвію, Литву, Норвегію та Швецію
- Управління у справах політики та глобальних питань — відповідає за розробку політики та ґрунтовну експертизу щодо глобальних проблем у регіоні; стратегічне планування; та Конгресні відносини
- Служба преси та інформаційної політики — координує залучення засобів масової інформації та громадську пропаганду, а також готує прес-рекомендації для прес-секретаря департаменту в Бюро громадських справ[en]
- Управління публічної дипломатії — координує стратегії публічної дипломатії на посадах США в регіоні
- Управління з питань політики та регіональних справ — координує політику щодо питань нерозповсюдження [ядерної зброї] та безпеки, ядерних та стратегічних питань, протиракетної оборони, контролю над озброєнням, допомоги в галузі безпеки, санкцій, кооперативного зменшення загрози та міжнародного космічного співробітництва
- Управління з питань європейської безпеки та політичних питань — координує політику щодо інтересів безпеки США, а також політику щодо НАТО, Організації з безпеки та співробітництва в Європі та європейський внесок у багатонаціональні військові операції
- Управління у справах Росії — відповідальне за відносини Росії та США
- Управління у справах Південної Центральної Європи — відповідає за Албанію, Боснію і Герцеговину, Хорватію, Косово, Македонію, Чорногорію та Сербію
- Управління у справах Південної Європи — відповідає за Кіпр, Грецію та Туреччину
- Управління у справах Східної Європи — відповідальне за Білорусь, Молдову та Україну
- Управління у справах Західної Європи — відповідає за Андорру, Бельгію, Францію, Німеччину, Ірландію, Італію, Люксембург, Мальту, Монако, Нідерланди, Португалію, Сан-Марино, Іспанію, Ватикан та Сполучене Королівство